# Hurões
Os hurões, huronianos, wyandot ou wendat são um grupo de indígenas agricultores da América do Norte. Antigamente, viviam em tribos de até mil membros. Em suas aldeias, que eram geralmente fortificadas, eles chegavam a construir casas comunais de até 60 metros quadrados, semelhante aos iroqueses (outro povo indígena norte-americano que habitou o território hoje correspondente ao Canadá). Eles possuíam uma língua comum e sobreviviam do cultivo de feijão, milho e abóbora. A caça e a pesca forneciam alimento adicional aos huronianos. Hoje, possuem várias reservas em Quebec e nos Estados Unidos.

## Expansão
Tal como os iroqueses, os hurões estabeleceram uma confederação de nações tribais separadas, que neste caso eram quatro. Estabelecida em meados do século XV, a confederação encerrou as sangrentas guerras entre clãs rivais firmando diretrizes comuns para o comércio e a solução de disputas. A participação nesta confederação era estritamente voluntária.

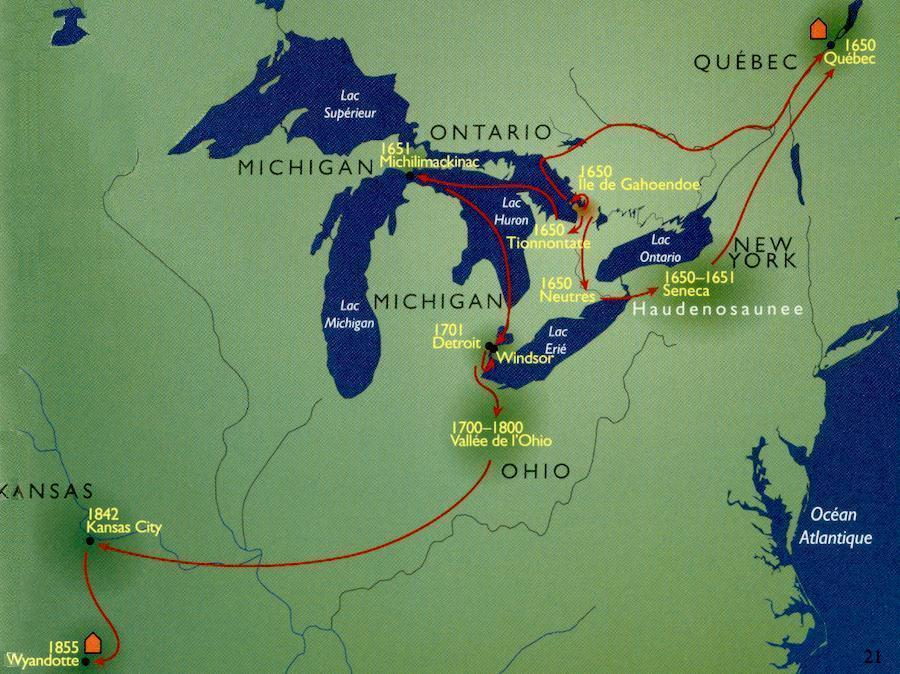
Mapa das migrações huronianas

Especialistas em construir canoas de bétula, os huronianos estabeleceram uma rede comercial que se estendeu para além de sua terra natal. Os exploradores franceses estabeleceram uma relação com os huronianos que perdurou durante anos, superando o período de influência francesa nos territórios da América do Norte.
Na época dos primeiros contatos com os europeus (século XVI), os huronianos somavam de 20 000 a 40 000 pessoas. Entre 1634 e 1640, os huronianos foram atingidos por epidemias de sarampo e varíola, doenças trazidas pelos europeus e contra as quais os huronianos não possuíam imunidade. Como resultado, a população huroniana caiu para aproximadamente 12 000 indivíduos.

## Etimologia
O nome "huron" é derivado da palavra francesa hure, que significa "brutamontes", obviamente um termo pejorativo que foi criado pelos primeiros colonos franceses que exploraram o Canadá. Os huronianos já habitaram o território que com o tempo se tornou o sul de Ontário e, com o tempo, os diversos clãs espalharam-se pelo território que hoje corresponde a Quebec, Kansas, Oklahoma e Michigan.